# Самарский сельсовет (Башкортостан)
Самарский сельсовет — муниципальное образование в Хайбуллинском районе Башкортостана. Согласно Закону о границах, статусе и административных центрах муниципальных образований в Республике Башкортостан имеет статус сельского поселения.

## Население
| 2002  | 2010  | 2012  | 2013  | 2014  | 2015  | 2016  |
| ----- | ----- | ----- | ----- | ----- | ----- | ----- |
| 1574  | ↗1785 | ↘1742 | ↘1689 | ↘1657 | →1657 | ↘1600 |
| 2017  | 2018  |       |       |       |       |       |
| ↘1575 | ↘1536 |       |       |       |       |       |

## Состав
- с. Самарское,
- д. Бузавлык,
- д. Хворостянское,
- д. Юлбарсово